# オーストリアの州旗一覧
オーストリアの州旗一覧(オーストリアのしゅうきいちらん)は、オーストリアの州旗の一覧である。州旗には、政府旗と市民旗があり、政府旗には州章が描かれている。

## 政府旗
| ブルゲンラント州の旗         | ケルンテン州の旗         | ニーダーエスターライヒ州の旗 |
| ザルツブルク州の旗           | シュタイアーマルク州の旗 | チロル州の旗                 |
| オーバーエスターライヒ州の旗 | ウィーンの旗             | フォアアールベルク州の旗     |

## 市民旗
| ブルゲンラント州の旗         | ケルンテン州の旗         | ニーダーエスターライヒ州の旗 |
| ザルツブルク州の旗           | シュタイアーマルク州の旗 | チロル州の旗                 |
| オーバーエスターライヒ州の旗 | ウィーンの旗             | フォアアールベルク州の旗     |